# Claude François du Lyon
Claude-François du Lyon, (1633 ? - 14 septembre 1674 en Guadeloupe), est un écuyer du Roi, Sieur de Poinson et Poinsenot, Gouverneur de la Guadeloupe de 1664 à 1668 pour le compte de la Compagnie des Indes  Occidentales,, et Gentilhomme ordinaire de la chambre du Roi et Inspecteur des armées de Flandres et d'Italie. 

## Biographie
En 1664, Colbert crée 2 compagnies (Compagnie française des Indes orientales et Compagnie française des Indes occidentales afin de concurrencer les puissantes Compagnies européennes fondées au XVIIe siècle. En Guadeloupe, des tensions perdurent entre Charles Houël et les descendants de Boisseret depuis 1654 à la suite du décès de Jean de Boisseret (un des deux seigneurs de la Guadeloupe). Alexandre de Prouville de Tracy est envoyé en Guadeloupe afin de résoudre le conflit. Il nomme le 5 juillet  1664 Claude François du Lyon comme gouverneur qui sera en place le 4 novembre. 
Le 4 août 1666, les anglais attaquent les Saintes mais leur flotte est mise en déroute par le passage d'un cyclone tropical ce qui permettra à Du Lion de les expulser. Les Anglais se rendent le 15 août 1666, jour de l'Assomption de la Bienheureuse Vierge Marie. Du lion institue la commémoration annuelle de cette victoire et Notre-Dame de l'Assomption devient la sainte patronne de Terre-de-Haut.
Il décède en Guadeloupe le 14 septembre 1674. Le gouvernement de la Guadeloupe est alors réuni à celui de la Martinique jusqu'en 1677, date à laquelle Pierre Hincelin (en) le remplace.

## Famille
Il est issu d'une famille bourguignonne ayant pour ancêtre, Hubert du Lyon, cité comme écuyer et officier du Duc de Bourgogne en 1315. Il est le fils de René du Lyon, écuyer, Seigneur de Poinson et Poinsenot (rend hommage au roi pour lesdites seigneuries le 21 janvier 1630) Lieutenant au bailliage de Grancey, et de Claire Sauvage, fille de Nicolas Sauvage, conseiller au présidial de Chaumont. 
Armes de la famille : d'or, semé de croisettes de sable ; et un lion de même, armé et lampassé de gueules, brochant.
Il épouse en 1653, Madeleine du Val, fille d'Edmé du Val, Seigneur de Mouilleron, Rivières, Mornay et Nizy. Ils auront deux enfants : 
- César Saladin du Lyon[10].
- Claire Pierrette du Lyon.

Le 15 septembre 1663, il épouse à la maison seigneuriale de Véronnes, Claire Tabourot, fille d'Alexandre Tabourot, Seigneur de Véronnes et Lieutenant Général des Eaux et Forêts de Bourgogne. De cette union verront le jour six enfants :
- Claire Christine Marie Anne du Lyon, Charles Albert du Lyon (abbé),
- Claude du Lyon (Lieutenant des vaisseaux du roi),
- Christine du Lyon (religieuse de l'abbaye du Parc-aux-Dames en 1719 puis abbesse à Provins en 1730),
- François du Lyon (Capitaine d'une compagnie franche de la marine, Enseigne de vaisseau, Capitaine aux îles en 1680 et Major de la Guadeloupe en 1691),
- Claude Antoine du Lyon (Garde maritime, Lieutenant à la Martinique en 1691, Enseigne de vaisseau en 1693 puis Capitaine de Saint-Domingue en 1695).

## Postérité
Deux lieux portent son nom, la place du Gouverneur du Lion à Terre-de-Haut aux Saintes et l'avenue du Gouverneur Lion à Basse-Terre.